# گرین‌برایر (فلوریدا)
گرین‌برایر (به انگلیسی: Greenbriar) یک منطقهٔ مسکونی در ایالات متحده آمریکا است که در شهرستان پاینلاس، فلوریدا واقع شده‌است. گرین‌برایر ۱٫۶ کیلومتر مربع مساحت و ۲٬۵۰۲ نفر جمعیت دارد و ۱۶٫۷۶ متر بالاتر از سطح دریا واقع شده‌است.